# Tabanus inhambanensis
Tabanus inhambanensis är en tvåvingeart som beskrevs av Bertoloni 1861. Tabanus inhambanensis ingår i släktet Tabanus och familjen bromsar.
Artens utbredningsområde är Moçambique. Inga underarter finns listade i Catalogue of Life.